# Фріц Альбрехт (підводник)
Рольф Генріх Фріц Альбрехт (нім. Rolf Heinrich Fritz Albrecht; 10 травня 1920, Магдебург — 22 вересня 1986, Бакнанг) — німецький офіцер-підводник, оберлейтенант-цур-зее крігсмаріне.

## Біографія
9 жовтня 1937 року вступив на флот. З грудня 1939 року служив на легкому крейсері «Кенігсберг», з квітня 1940 року — в береговій обороні на західному узбережжі Норвегії. В січні-серпні 1942 року пройшов курс підводника. З вересня 1942 року — 1-й вахтовий офіцер на підводному човні U-43. В березні-квітні 1943 року пройшов курс командира човна. З 10 червня 1943 року — командир U-386, на якому здійснив 3 походи (разом 107 днів у морі). 19 лютого 1944 року U-386 був потоплений в Північній Атлантиці південно-західніше Ірландії (48°51′ пн. ш. 22°44′ зх. д.) глибинними бомбами британського фрегата «Спей». 33 члени екіпажу загинули, 16 (включаючи Альбрехта) були врятовані і взяті в полон.

## Звання
- Кандидат в офіцери (29 червня 1938)
- Морський кадет (29 червня 1938)
- Фенріх-цур-зее (1 квітня 1939)
- Оберфенріх-цур-зее (1 травня 1940)
- Лейтенант-цур-зее (1 травня 1940)
- Оберлейтенант-цур-зее (1 квітня 1942)

## Нагороди
- Залізний хрест
  - 2-го класу (1 травня 1940)
  - 1-го класу (19 лютого 1944)
- Нагрудний знак мінних тральщиків (2 квітня 1942)
- Нагрудний знак флоту (28 жовтня 1942)
- Нагрудний знак підводника (12 грудня 1942)